# Gert Sellheim
Gert Hugo Emmanuel Sellheim (* 31. Dezember 1901 in Fellin, Gouvernement Livland; † 3. Januar 1970 in Lane Cove, Australien) war ein deutsch-australischer Architekt und Grafikdesigner. Er gilt als einer der einflussreichsten Grafikdesigner Australiens im 20. Jahrhundert.

## Leben
Sellheim wurde am letzten Tag des Jahres 1901 in der Stadt Fellin (heute Viljandi, Estland) als Sohn des Arztes Bruno Sellheim und seiner Frau Helene (geb. Moritz) geboren, beide waren deutscher Abstammung. Er kämpfte 1918 bis 1920 in der Weißen Armee im Russischen Bürgerkrieg. Anschließend studierte er Architektur in Berlin, München, Wien, Graz und Paris.
Im Dezember 1926 emigrierte Sellheim nach Australien und ließ sich zunächst in Fremantle in Westaustralien nieder. Da seine Architekturausbildung nicht sofort anerkannt wurde, musste er einige Jahre als Landarbeiter seinen Lebensunterhalt verdienen. Am 21. Mai 1929 wurde er in Perth als Architekt registriert und arbeitete an Projekten für die University of Western Australia. 1931 zog er nach Melbourne, wo er als Industrie- und Werbedesigner tätig war.
Sellheim produzierte zahlreiche Poster für die Australian National Travel Association (ANTA). Seine bekanntesten Arbeiten, Australia Surf Club und Corroboree Australia, zeigten einen markanten, vom Kubismus beeinflussten Stil.
Im Mai 1942 wurde Sellheim kurzzeitig als vermeintlicher Nazi-Sympathisant interniert. Nach seiner Freilassung vier Monate später zog er nach Adelaide, beantragte 1944 die australische Staatsbürgerschaft und ließ sich 1945 in Sydney nieder.
1947 entwarf er das berühmte Flying Kangaroo-Logo für die australische Fluggesellschaft Qantas Airways, das in modifizierter Form bis heute verwendet wird.
Sellheim starb am 3. Januar 1970 in seinem Haus in Lane Cove an einem Herzinfarkt. Er hinterließ seine Ehefrau Sally Irene geb. Evans, ein ehemaliges Modemodel, die er am 15. Januar 1938 in der German Evangelical Lutheran Church in East Melbourne geheiratet hatte. Er war Vater eines Sohnes namens Nikolaus und einer Tochter namens Karin.

## Werk
Sellheims Arbeit zeichnete sich durch eine Mischung aus europäischen Einflüssen (Bauhaus, Art déco) und australischen Motiven aus. Er war einer der ersten Designer, der Aboriginal-Motive in seine Werke integrierte. Seine Arbeiten sind in bedeutenden öffentlichen Galerien und Bibliotheken Australiens zu finden und beeinflussen bis heute die visuelle Darstellung des Kontinents und seiner Bewohner. Sellheim arbeitete mit renommierten Fotografen wie Max Dupain, Wolfgang Sievers, David Moore und Frank Hurley zusammen.
Zu Sellheims bedeutendsten Werken zählen seine Tourismusplakate für die ANTA und das Flying Kangaroo-Logo für Qantas (1947).
Er gestaltete zudem über 50 Bücher, viele davon für den Verleger Oswald Ziegler. 
Im Jahr 1948 schuf er ein Briefmarkendesign mit Aboriginal-Motiven.

## Auszeichnungen und Anerkennung
- 1939: Sulman Prize für seine Wanddekoration im Victorian Government Tourist Bureau, Hotel Australia Building, 272 Collins Street, Melbourne.[6][5]
- 2019: Posthume Aufnahme in die Hall of Fame der Australian Graphic Design Association (AGDA).[5]